# The Slender Thread
The Slender Thread is een Amerikaanse dramafilm uit 1965 onder regie van Sydney Pollack. De film werd destijds uitgebracht onder de titel Telefoon om 7 uur 56.

## Verhaal
Alan Newell is een medewerker bij een crisistelefooninstelling. Hij krijgt een telefoontje van Inga Dyson, die eraan denkt om zelfmoord te plegen. Alan tracht haar adres te vinden, voordat het te laat is.

## Rolverdeling
| Acteur          | Personage          |
| --------------- | ------------------ |
| Sidney Poitier  | Alan Newell        |
| Anne Bancroft   | Inga Dyson         |
| Telly Savalas   | Dr. Joe Coburn     |
| Steven Hill     | Mark Dyson         |
| Edward Asner    | Judd Ridley        |
| Indus Arthur    | Marian             |
| Paul Newlan     | Harry Ward         |
| Dabney Coleman  | Charlie            |
| H.M. Wynant     | Dr. Morris         |
| Robert F. Hoy   | Steve Peters       |
| Greg Jarvis     | Chris Dyson        |
| Jason Wingreen  | Medische technicus |
| Marjorie Nelson | Mevrouw Thomas     |
| Steven Marlo    | Arthur Foss        |
| Thomas Hill     | Drankverkoper      |